# Maynard Ferguson
Walter "Maynard" Ferguson (Verdun, 4 de maio de 1928 — Ventura, 23 de agosto de 2006) foi um trompetista canadense.
Encorajado por seus pais músicos, Maynard começou a aprender música aos quatro anos de idade. Maynard começou sua carreira aos treze anos, como solista da Canadian Broadcasting Co. Orchestra.
Ferguson tocou com alguns dos maiores nomes do jazz, tais como Count Basie, Charlie Barnett, Jimmy Dorsey, Stan Kenton, Duke Ellington e Dizzy Gillespie.
Depois de formar a sua própria orquestra em 1945, lançou mais de sessenta discos. Ficou famoso pelos seus solos e pela habilidade em atingir notas altas.
É um dos maiores inovadores da tecnica musical no estilo Big Band, sendo referência e modelo a varios outros grupos de sua propria época e atuais. Pelos seus solos muito ousados e extensão instrumental extrema, MF é um dos maiores Band Leaders até hoje, e é também um dos nomes mais conhecidos no mundo do trompete popular.

## Discografia
- 1953 - Jam Session Featuring Maynard Ferguson
- 1954 - Stratospheric
- 1954 - Dimensions
- 1954 - Maynard Ferguson's Hollywood Party
- 1955 - Maynard Ferguson Octet
- 1955 - Around the Horn
- 1956 - The Birdland Dream Band, Vol. 1
- 1956 - Maynard Ferguson and His Original Dreamband [live]
- 1957 - Boy with Lots of Brass
- 1957 - The Birdland Dream Band, Vol. 2
- 1958 - Swingin' My Way through College
- 1958 - A Message from Newport
- 1959 - Jazz for Dancing
- 1960 - Newport Suite
- 1960 - Maynard '61
- 1960 - Two's Company
- 1960 - Let's Face the Music and Dance
- 1961 - "Straightaway" Jazz Themes
- 1962 - Maynard '62
- 1962 - Maynard '63
- 1962 - Message from Maynard
- 1964 - Come Blow Your Horn
- 1964 - Color Him Wild
- 1964 - Blues Roar
- 1964 - The New Sound of Maynard Ferguson
- 1965 - The World of Maynard Ferguson
- 1965 - Maynard Ferguson Sextet
- 1965 - Six by Six: Maynard Ferguson and Sextet
- 1966 - Ridin' High
- 1967 - Sextet 1967 [live]
- 1967 - Orchestra 1967 [live]
- 1967 - Trumpet Rhapsody
- 1970 - MF Horn 1
- 1971 - Magnitude
- 1972 - MF Horn 2
- 1973 - MF Horn 3
- 1973 - MF Horn 4 and 5: Live at Jimmy's
- 1974 - Chameleon
- 1976 - Primal Scream
- 1977 - Conquistador
- 1977 - New Vintage
- 1978 - Carnival
- 1979 - Hot
- 1980 - It's My Time
- 1982 - Hollywood
- 1983 - Storm
- 1984 - Live from San Francisco
- 1986 - Body and Soul
- 1987 - High Voltage, Vol. 1
- 1988 - High Voltage, Vol. 2
- 1988 - Big Bop Nouveau
- 1992 - Footpath Cafe
- 1993 - Dues
- 1993 - Live from London
- 1994 - Live at Peacock Lane Hollywood 1957
- 1994 - Live at the Great American Music Hall, Part 1
- 1994 - These Cats Can Swing
- 1995 - Live at the Great American Music Hall, Part 2
- 1996 - One More Trip to Birdland
- 1998 - Brass Attitude
- 2003 - Jam Session
- 2004 - Live at Peacock Lane 1956
- 2005 - Maynard Ferguson
- 2006 - MF Horn 6: Live at Ronnie's